# Beach volley ai Giochi della XXXIII Olimpiade
I tornei di beach volley ai Giochi della XXXIII Olimpiade si sono svolti dal 24 luglio al 10 agosto 2024 presso l'Eiffel Tower Stadium Campo di Marte di Parigi.

## Qualificazioni
Ogni comitato olimpico nazionale può far partecipare fino a due squadre per torneo.
| Competizione                             | Data              | Sede               | Posti | Qualificati | Qualificati |
| Competizione                             | Data              | Sede               | Posti | Uomini | Donne |
| ---------------------------------------- | ----------------- | ------------------ | ----- | --- | --- |
| Nazione ospitante                        | N.D.              | N.D.               | 2     | Francia | Francia |
| Campionati mondiali di beach volley 2024 | 6-15 ottobre 2023 | Tlaxcala, Messico  | 2     | Rep. Ceca | Stati Uniti |
| Classifica mondiale FIVB                 | 9 giugno 2024     | Losanna, Svizzera  | 34    | Svezia Norvegia Germania Brasile Stati Uniti Paesi Bassi Brasile Italia Polonia Paesi Bassi Qatar Stati Uniti Spagna Italia Australia Cuba Austria | Brasile Stati Uniti Canada Brasile Paesi Bassi Svizzera Lettonia Cina Italia Germania Australia Svizzera Spagna Germania Francia Lituania Spagna |
| Coppa europea 2023-2024                  | 13-16 giugno 2024 | Jūrmala, Lettonia  | 2     | Francia | Rep. Ceca |
| Coppa sudamericana femminile 2023-2024   | 14-16 giugno 2024 | Asunción, Paraguay | 1     | N.D. | Paraguay |
| Coppa africa 2023-2024                   | 20-23 giugno 2024 | Martil, Marocco    | 2     | Marocco | Egitto |
| Coppa asiatica e oceanica 2023-2024      | 21-23 giugno 2024 | Ningbo, Cina       | 2     | Australia | Giappone |
| Coppa sudamericana maschile 2023-2024    | 21-23 giugno 2024 | Iquique, Cile      | 1     | Cile | N.D. |
| Coppa nordamericana 2023-2024            | 21-23 giugno 2024 | Tlaxcala, Messico  | 2     | Canada | Canada |
| Totale                                   | Totale            | Totale             | 48    | | |

## Calendario
| P | Turni preliminari | ¼ | Quarti di finale | ½ | Semifinali | B | Finale 3º posto | F | Finale 1º posto |

| Data →           | Sab 27 | Dom 28 | Lun 29 | Mar 30 | Mer 31 | Gio 1 | Ven 2 | Sab 3 | Dom 4 | Lun 5 | Mar 6 | Mer 7 | Gio 8 | Ven 9 | Ven 9 | Sab 10 | Sab 10 |
| ---------------- | ------ | ------ | ------ | ------ | ------ | ----- | ----- | ----- | ----- | ----- | ----- | ----- | ----- | ----- | ----- | ------ | ------ |
| Torneo maschile  | P      | P      | P      | P      | P      | P     | P     | P     | P     | P     | ¼     | ¼     | ½     |       |       | B      | F      |
| Torneo femminile | P      | P      | P      | P      | P      | P     | P     | P     | P     | P     | ¼     | ¼     | ½     | B     | F     |        |        |

## Podi
| Evento                            | Oro                                | Argento                                         | Bronzo                                |
| Beach volley maschile (dettagli)  | Svezia David Åhman Jonatan Hellvig | Germania Nils Ehlers Clemens Wickler            | Norvegia Anders Mol Christian Sørum   |
| Beach volley femminile (dettagli) | Brasile Ana Patrícia Duda Lisboa   | Canada Melissa Humana-Paredes Brandie Wilkerson | Svizzera Tanja Hüberli Nina Betschart |

## Medagliere
| Pos.   | Paese    | Oro | Argento | Bronzo | Totale |
| ------ | -------- | --- | ------- | ------ | ------ |
| 1      | Brasile  | 1   | 0       | 0      | 1      |
| 1      | Svezia   | 1   | 0       | 0      | 1      |
| 3      | Canada   | 0   | 1       | 0      | 1      |
| 3      | Germania | 0   | 1       | 0      | 1      |
| 5      | Svizzera | 0   | 0       | 1      | 1      |
| 5      | Norvegia | 0   | 0       | 1      | 1      |
| Totale | Totale   | 2   | 2       | 2      | 6      |